# Nhóm ngôn ngữ Khasi
Nhóm ngôn ngữ Khasi là một nhóm ngôn ngữ Nam Á nói ở bang Meghalaya miền đông bắc Ấn Độ và vùng lân cận thuộc Bangladesh.

## Ngôn ngữ
Sidwell (2018: 27–31) phân loại các ngôn ngữ Khasi như sau.
- Khasi nguyên thủy
  - War (Amwi, Mnar)
  - Pnar-Khasi-Lyngngam nguyên thủy
    - Lyngngam
    - Pnar (Jaintia), Khasi, Maharam (Maram)

Bhoi là tên cho một số phương ngữ tiếng Pnar và Khasi.

## Mối quan hệ ngoại tại
Paul Sidwell (2011) đề xuất rằng nhóm ngôn ngữ Khasi có quan hệ chặt chẽ với nhóm ngôn ngữ Palaung, hợp nên ngữ tộc Khasi–Palaung.
Sidwell (2018: 32) liệt kê tám từ mà hai nhóm cùng chia sẻ.
| Từ             | Khasi nguyên thủy (Sidwell 2018) | Palaung nguyên thủy (Sidwell 2015) |
| -------------- | -------------------------------- | ---------------------------------- |
| máu            | *snaːm                           | *snaːm                             |
| móng, vuốt     | *trʧʰiːm                         | *rənsiːm                           |
| tóc, lông      | *sɲuʔ                            | *ɲuk                               |
| chồng, đàn ông | trmɛ (Amwi)                      | *-meʔ                              |
| mưa            | *slap; slɛ (Amwi)                | *clɛʔ                              |
| bơi            | *ɟŋiː                            | *ŋɔj                               |
| hai            | *ʔaːr                            | *ləʔaːr                            |
| nước           | *ʔum                             | *ʔoːm                              |

## Từ vựng mới phát sinh
Sidwell (2018: 23) liệt kê những từ vựng mới phát sinh chỉ có trong nhóm Khasi, không có trong các nhóm Nam Á khác.
| Từ               | Khasi nguyên thủy | Lyngngam | Maram  | Khasi               | Pnar   | Mnar  | War   |
| ---------------- | ----------------- | -------- | ------ | ------------------- | ------ | ----- | ----- |
| cơm              | *ʤaː              | ʥa       | ʤa     | ja /ʤaː/            | ʤa     | ci    | ʧi    |
| trăng            | *bnəːj            | bni      | bne    | bnai /bnaːi/        | bnaj   | pni   | pnʊ   |
| hát              | *rwəːj            | rəŋwi    | rwej   | rwái /rwaːi/        | rwaj   | –     | rvʊ   |
| bốn              | *saːw             | saw      | saw    | sáw /saːw/          | so     | sɔu   | ria   |
| sông             | *waʔ              | –        | waɁ    | wah /waːʔ/          | waɁ    | waɁ   | waɁ   |
| tất cả, hết thảy | *barɔɁ            | prok     | barɔʔ  | baroh /barɔːʔ/      | warɔʔ  | –     | bərɒʔ |
| lợn, heo         | *sniaŋ            | sɲaŋ     | sniaŋ  | sniang /sniaŋ/      | sniaŋ  | cʰɲaŋ | rniŋ  |
| cát              | *ʧʔiap            | ʥʔep     | ʧiʔɛp  | shyiap /ʃʔiap/      | ʧʔiap  | ʃʔip  | ʃʔiap |
| uống             | *di:ʔ/c           | dec      | dɔc    | dih /diːʔ/          | diʔ    | deʔ   | deʔ   |
| sao              | *kʰloːr           | kʰlor    | kʰlɔr  | khlúr /kʰloːr/      | kʰlor  | –     | khlʊə |
| lưỡi             | *tʰnləːc          | təloc    | tʰl̩let | thyllied /tʰɨlleːc/ | tʰl̩leɟ | kʰlut | kʰlit |
| băng, rét        | *tʰaʔ             | tʰaʔ     | tʰaʔ   | thah /tʰaːʔ/        | tʰaʔ   | tʰaʔ  | tʰaʔ  |

## Phục dựng
Cả ngôn ngữ Khasi nguyên thủy và Pnar-Khasi-Lyngngam nguyên thủy đều do Paul Sidwell (2018) phục dựng. Ngôn ngữ Khasi nguyên thủy có lẽ được nói vào khoảng 2.000-2.500 năm trước, tiếng War tách khỏi phần còn lại khoảng 1.500 năm trước (Sidwell 2018: 20).
Về hình thái học, ngôn ngữ Khasi nguyên thủy có tiền tố gây khiến *pN- và trung tố động từ hoá *-r- (Sidwell 2018: 66-67).
Bảng đại từ phục dựng dưới đây là của Sidwell (2018: 51-67).
Đại từ
|                        | Đực      | Cái      | Số nhiều |
| ---------------------- | -------- | -------- | -------- |
| Ngôi thứ 1             | *ŋa; *ʔɔ | *ŋa; *ʔɔ | *ʔi      |
| Ngôi thứ 2             | *me      | *pʰa     | *pʰi     |
| Ngôi thứ 3 (thân quen) | *ʔu      | *ka      | *ki      |
| Ngôi thứ 3 (xa lạ)     | *ʔi      | *ʔi      | *ʔi      |

Đại từ chỉ định
- *ni 'này (gần)'
- *tu 'kia (vừa)'
- *taj 'đó (xa, thấy được)'
- *te 'kìa (gần đối phương, người được đối thoại)'
- *tɛ 'đó (không thấy được)'

Từ phủ định
- *ʔǝm 'không, chẳng'
- *ham 'đừng'
- *ta 'không, chẳng'

Phụ tố hình thái học
- *pN- 'tiền tố gây khiến'
- *-r- 'trung tố động từ hoá'

Số đếm
| Số   | Khasi nguyên thủy | Pnar- Khasi-Lyngngam nguyên thủy |
| ---- | ----------------- | -------------------------------- |
| một  | *wiː~*miː         |                                  |
| một  | *ʧiː              |                                  |
| hai  | *ʔaːr             |                                  |
| ba   | *laːj             |                                  |
| bốn  | *saːw             |                                  |
| năm  | *san              |                                  |
| sáu  | *tʰruː            |                                  |
| bảy  |                   | *ʰnɲəw                           |
| tám  |                   | *pʰraː                           |
| chín |                   | *kʰndaːj                         |
| mười | *pʰəw             |                                  |

## Biến âm
Sidwell (2018) liệt kê những sự biến âm sau.
- Tiền Khasi *b- > *p-, *ɓ- > *b-
  - Nam Á nguyên thủy *b- > Khasi nguyên thủy *p-
  - Nam Á nguyên thủy *ɓ- > Khasi nguyên thủy *b-
- Tiền Khasi *d- > *t-, * ɗ- > *d-
  - Nam Á nguyên thủy *d- > Khasi nguyên thủy *t-
  - Nam Á nguyên thủy *ɗ- > Khasi nguyên thủy *d-
- Tiền Khasi *-l > *-n/*-Ø
- Tiền Khasi *-h > *-s > *-t
- Tiền Khasi *-ʔ > *-Ø >, *-k > *-ʔ
- Tiền Khasi *g- > *k-